# Заболотці (Луцький район)
За́болотці — село в Україні, у Луцькому районі Волинської області. Входить до складу Луцької міської громади. Населення становить 162 осіб.

## Населення
Згідно з переписом УРСР 1989 року чисельність наявного населення села становила 163 особи, з яких 71 чоловік та 92 жінки.
За переписом населення України 2001 року в селі мешкало 160 осіб.

### Мова
Розподіл населення за рідною мовою за даними перепису 2001 року:
| Мова       | Відсоток |
| ---------- | -------- |
| українська | 99,38 %  |
| російська  | 0,62 %   |

## Історія
До 23 грудня 2016 року село входило до складу Шепельської сільської ради Луцького району Волинської області.
З 23 грудня 2016 року до 12 червня 2020 року у складі Заборольської сільської громади. 
12 червня 2020 року, згідно з розпорядженням Кабінету Міністрів України  № 708-р, село увійшло до складу Луцької міської громади.

## Пам'ятки археології
- За 2 км на південь від села, на лагідному схилі першої надзаплавної тераси лівого берега Серни висотою до 8 м над рівнем заплави — селище давньоруського періоду ХІ–ХІІІ ст. площею до 1 га.
- В південній частині села, на прилеглій до тваринницької ферми території, на рівній ділянці першої надзаплавної тераси лівого берега Серни висотою до 8–10 м над рівнем заплави — селище періоду ХІ–XIV ст. площею до 1 га.
- В північно-західній частині села, на мисі першої надзаплавної тераси лівого берега Серни висотою 8–10 м над рівнем заплави — селище давньоруського періоду ХІ–ХІІІ ст. площею до 2 га.
- В північно-східній частині села, на мисі першої надзаплавної тераси правого берега Серни висотою до 10 м над рівнем заплави — двошарове поселення тщинецько-комарівської культури і давньоруського періоду ХІ–XV ст.
- За 1 км на північний схід від села, на рівній ділянці першої надзаплавної тераси правого берега Серни, висотою 6–8 м над рівнем заплави — селище давньоруського періоду ХІ-ХІІІ ст. площею до 2 га